# Nadezhda Nadezhdina
Nadezhda Sergeevna Nadezhdina (en ruso: Надежда Надеждина) (1904/8–1979) fue una coreógrafa, bailarina y ex-directora rusa de la compañía de danza femenina rusa Beryozka ("pequeño abedul") desde sus inicios en 1948 hasta su fallecimiento. Nadezhda es hija de la destacada escritora Alexandra Brushtein. 
Nadezhda es conocida por la forma en que enseñó a sus bailarinas a moverse por el escenario sin que parecieran mover los pies. Debajo de vestidos largos, casi hasta el suelo, sus bailarinas aprendieron a caminar sobre la punta de los dedos de los pies, dando la impresión de que están flotando o deslizándose por el escenario. 
Fue premiada con el Premio Estatal de la Unión Soviética en 1950 y con el Premio Frédéric Joliot-Curie en 1959.
Nadezhda basó sus bailes en danzas folclóricas regionales, pero compuso música especialmente para su compañía. Las primeras artistas de la compañía de danza Beryozka, fueron jóvenes granjeras colectivas del óblast de Tver, que participaron en un festival popular en 1948. Las actuaciones involucraron a veinte chicas con largos vestidos de verano, majestuosas y con un hermoso porte, caminando de manera silenciosa, alrededor del escenario, sosteniendo ramas de abedul en sus manos.